# Saint-Phal
Saint-Phal ist eine französische Gemeinde mit 517 Einwohnern (Stand 1. Januar 2022) im Département Aube in der Region Grand Est (vor 2016 Champagne-Ardenne). Sie gehört zum Kanton Aix-Villemaur-Pâlis im Arrondissement Troyes. 

## Geographie
Saint-Phal liegt etwa 24 Kilometer südsüdwestlich von Troyes. 
Nachbargemeinden sind Sommeval im Norden, Crésantignes im Nordosten, Fays-la-Chapelle im Osten, La Loge-Pomblin im Süden und Südosten, Avreuil im Südwesten, Montigny-les-Monts im Westen und Südwesten, Chamoy im Westen, Auxon im Westen und Nordwesten sowie Maraye-en-Othe im Nordwesten.

## Bevölkerungsentwicklung
| Jahr                       | 1962 | 1968 | 1975 | 1982 | 1990 | 1999 | 2006 | 2011 | 2018 |
| -------------------------- | ---- | ---- | ---- | ---- | ---- | ---- | ---- | ---- | ---- |
| Einwohner                  | 463  | 380  | 383  | 410  | 467  | 490  | 521  | 534  | 521  |
| Quellen: Cassini und INSEE |      |      |      |      |      |      |      |      |      |

## Sehenswürdigkeiten

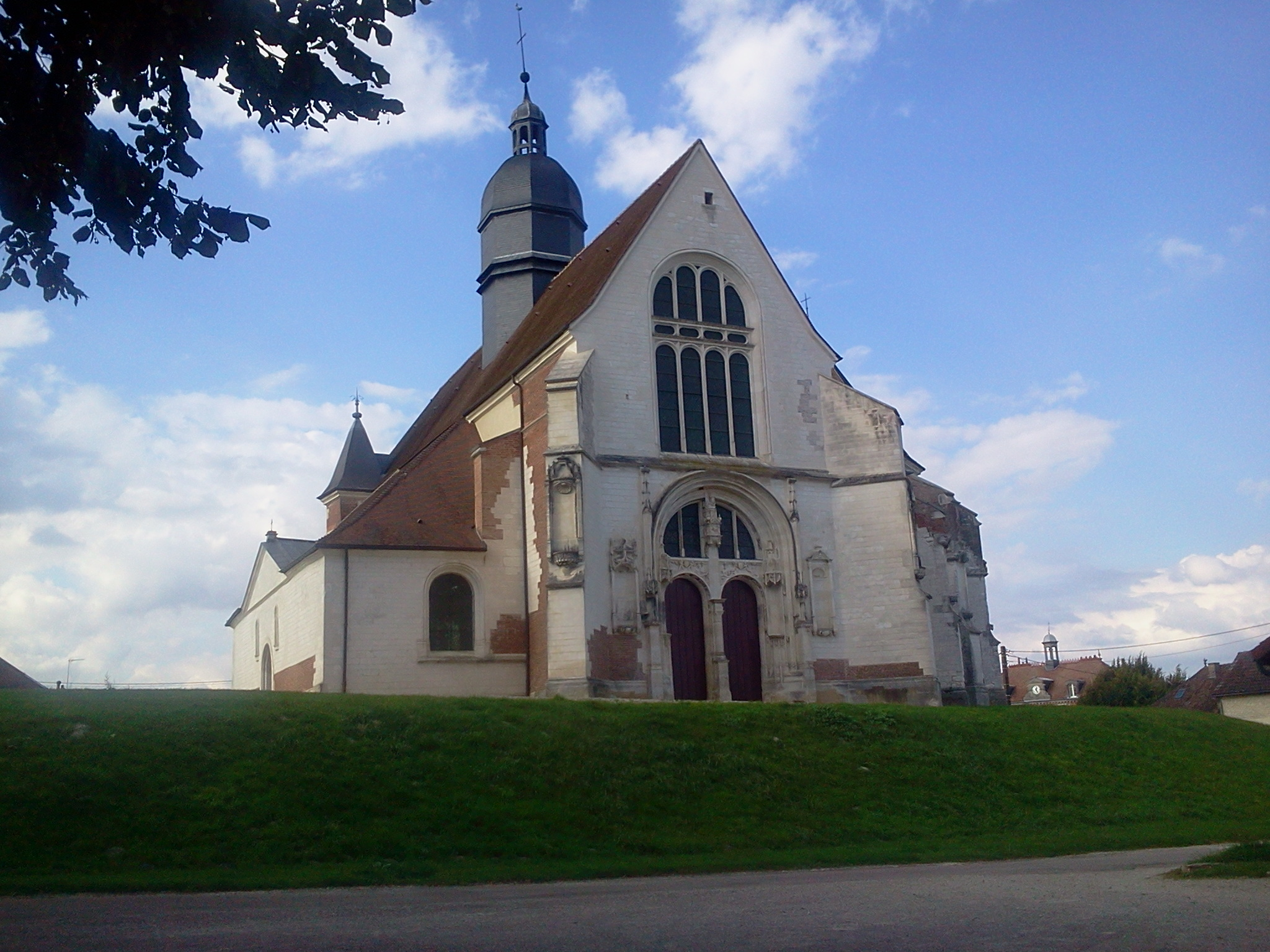
Kirche Saint-Phal

- Kirche Saint-Phal aus dem 15./16. Jahrhundert
- Reste der Kommende des Tempelritterordens
- Schloss, vormals Burg aus der Zeit um 1250, aus dem 16. Jahrhundert